# Welsh Cup 2021-2022
La Coppa del Galles 2021-2022 è stata la 134ª edizione della manifestazione calcistica, iniziata il 13 agosto 2021 e terminata il 1º maggio 2022 con la finale che ha visto trionfare il The New Saints per l'ottava volta nella sua storia.

## Primo turno
Al primo turno hanno partecipato 72 squadre: 56 vincitrici dei turni preliminari e 8 provenienti dal Cymru North e 8 dal Cymru South. Il sorteggio è stato effettuato il 26 luglio 2021.
| Squadra 1           | Risultato       | Squadra 2              |
| ------------------- | --------------- | ---------------------- |
| 13 agosto 2021      |                 |                        |
| Undy Athletic       | 5 – 1           | Chepstow Town          |
| Caldicot Town       | 6 – 3           | Penparcau              |
| Penydarren BGC      | 1 – 0           | Cwmbran Celtic         |
| Llandudno Albion    | 3 – 0           | Llanerchymedd          |
| 14 agosto 2021      |                 |                        |
| Aberaeron           | 1 – 3           | Ynyshir Albions        |
| Abergavenny Town    | 1 – 3           | Taff's Well            |
| Bodedern            | 5 – 1           | Llandyrnog United      |
| Brymbo              | 3 – 1           | Llansantffraid Village |
| Buckley Town        | 2 – 1           | Mold Alexandra         |
| Caerau (Ely)        | 3 – 8           | Brecon                 |
| Caergybi            | 1 – 4           | Cefn Albion            |
| Caersws             | 2 – 2 (4-5 dtr) | Rhostyllen             |
| Cardiff Airport     | 2 – 2 (1-3 dtr) | Trethomas Bluebirds    |
| Garden Village      | 2 – 2 (0-3 dtr) | Goytre                 |
| Holyhead Hotspur    | 1 – 0           | Rhos Aelwyd            |
| Holywell Town       | 2 – 3           | Gresford Athletic      |
| Llandudno           | 4 – 2           | Llay Welfare           |
| Llanelwy            | 2 – 7           | Berriew                |
| Llanfair United     | 2 – 3           | Penrhyndeudraeth       |
| Llanfairfechan Town | 1 – 2           | Llanrwst United        |
| Llantwit Major      | 4 – 0           | Risca Utd              |
| Llanuwchllyn        | 2 – 4           | Denbigh Town           |
| Monmouth Town       | 3 – 1           | Cwmamman Utd           |
| Pencoed Athletic    | 5 – 0           | Treharris              |
| Penlan Club         | 0 – 2           | Ynysygerwn             |
| Pontyclun           | 0 – 3           | Pontardawe Town        |
| Pontymister         | 1 – 2           | Dinas Powys            |
| Port Talbot Town    | 0 – 6           | Afan Lido              |
| Porthcawl Town      | 0 – 2           | Aber Valley            |
| Porthmadog          | 3 – 0           | Llanberis              |
| Rhyl                | 1 – 0           | Rhydymwyn              |
| Saltney Town        | 3 – 1           | Felinheli              |
| Trefelin            | 8 – 1           | Fairwater              |
| West End            | 2 – 12          | Penrhiwceiber Rangers  |
| Bow Street          | 2 – 3           | Llanidloes Town        |
| Llangefni Town      | 0 – 1           | Ruthin Town            |

## Secondo turno
Al secondo turno partecipano 64 squadre: 36 vincitrici del primo turno, altre 16 squadre provenienti dal Cymru North e dal Cymru South e le 12 squadre della Cymru Premier. Il sorteggio è stato effettuato il 16 agosto 2021.
| Squadra 1            | Risultato       | Squadra 2                       |
| -------------------- | --------------- | ------------------------------- |
| 3 settembre 2021     |                 |                                 |
| Briton Ferry         | 0 – 3           | Trefelin                        |
| Gresford Athletic    | 1 – 2           | Colwyn Bay                      |
| Ammanford            | 0 – 3           | Penrhiwceiber Rangers           |
| Connah's Q.N.        | 5 – 0           | Rhyl                            |
| Denbigh Town         | 0 – 4           | Caernarfon Town                 |
| Llandudno            | 1 – 2           | Airbus UK Broughton             |
| 4 settembre 2021     |                 |                                 |
| Aberystwyth Town     | 9 – 0           | Aber Valley                     |
| Bala Town            | 17 – 1          | Brymbo                          |
| Barry Town           | 2 – 0           | Goytre                          |
| Bodedern             | 4 – 5           | Ruthin Town                     |
| Buckley Town         | 3 – 1           | Porthmadog                      |
| Carmarthen Town      | 2 – 1           | Trethomas Bluebirds             |
| Conwy Borough        | 3 – 2           | Cefn Albion                     |
| Dinas Powys          | 2 – 1           | Afan Lido                       |
| Cefn Druids          | 0 – 0 (4-2 dtr) | Holyhead Hotspur                |
| Flint Town Utd       | 5 – 0           | Penrhyndeudraeth                |
| Goytre Utd           | 0 – 3           | Taff's Well                     |
| Haverfordwest County | 6 – 0           | Brecon                          |
| Llandudno Albion     | 3 – 5           | Guilsfield                      |
| Llanidloes Town      | 1 – 4           | Bangor City                     |
| Llanrhaeadr          | 3 – 5           | Saltney Town                    |
| Monmouth Town        | 3 – 0           | Llanelli Town                   |
| Newtown              | 6 – 1           | Berriew                         |
| Pencoed Athletic     | 0 – 3           | Llantwit Major                  |
| Penrhyncoch          | 4 – 1           | Ynyshir Albions                 |
| Penybont             | 7 – 0           | Undy Athletic                   |
| Pontardawe Town      | 0 – 1           | Cardiff Metropolitan University |
| Pontypridd           | 6 – 0           | Penydarren BGC                  |
| Prestatyn Town       | 6 – 0           | Rhostyllen                      |
| Swansea University   | 6 – 3           | Caldicot Town                   |
| The New Saints       | 6 – 0           | Llanrwst United                 |
| Ynysygerwn           | 1 – 3           | Cambrian & Clydach              |

## Terzo turno
Il sorteggio è stato effettuato il 6 settembre 2021.
| Squadra 1                       | Risultato       | Squadra 2            |
| ------------------------------- | --------------- | -------------------- |
| 24 settembre 2021               |                 |                      |
| Caernarfon Town                 | 3 – 0           | Prestatyn Town       |
| Colwyn Bay                      | 5 – 1           | Ruthin Town          |
| Conwy Borough                   | 0 – 1           | The New Saints       |
| Taff's Well                     | 2 – 1           | Llantwit Major       |
| Cambrian & Clydach              | 1 – 3           | Penybont             |
| 25 settembre 2021               |                 |                      |
| Trefelin                        | 0 – 4           | Connah's Q.N.        |
| Aberystwyth Town                | 4 – 1           | Cefn Druids          |
| Airbus UK Broughton             | 1 – 2           | Haverfordwest County |
| Bala Town                       | 5 – 0           | Pontypridd           |
| Buckley Town                    | 2 – 0           | Monmouth Town        |
| Cardiff Metropolitan University | 3 – 0           | Barry Town           |
| Dinas Powys                     | 2 – 4           | Guilsfield           |
| Newtown                         | 1 – 1 (4-5 dtr) | Carmarthen Town      |
| Penrhiwceiber Rangers           | 1 – 3           | Flint Town Utd       |
| Saltney Town                    | 1 – 1 (5-4 dtr) | Penrhyncoch          |
| Swansea University              | 1 – 0           | Bangor City          |

## Quarto turno
Il sorteggio è stato effettuato il 27 settembre 2021.
| Squadra 1            | Risultato       | Squadra 2                       |
| -------------------- | --------------- | ------------------------------- |
| 15 ottobre 2021      |                 |                                 |
| Flint Town Utd       | 0 – 2           | Connah's Q.N.                   |
| 16 ottobre 2021      |                 |                                 |
| Colwyn Bay           | 1 – 0           | Cardiff Metropolitan University |
| Saltney Town         | 0 – 0 (4-5 dtr) | Aberystwyth Town                |
| Buckley Town         | 0 – 2           | Taff's Well                     |
| Carmarthen Town      | 0 – 0 (4-5 dtr) | The New Saints                  |
| Haverfordwest County | 1 – 3           | Bala Town                       |
| Penybont             | 0 – 0 (3-1 dtr) | Caernarfon Town                 |
| Swansea University   | 1 – 2           | Guilsfield                      |

## Quarti di finale
Il sorteggio è stato effettuato il 18 ottobre 2021.
| Squadra 1        | Risultato | Squadra 2        |
| ---------------- | --------- | ---------------- |
| 19 febbraio 2022 |           |                  |
| Penybont         | 3 – 2     | Taff's Well      |
| Bala Town        | 2 – 1     | Aberystwyth Town |
| Connah's Q.N.    | 0 – 2     | Colwyn Bay       |
| The New Saints   | 2 – 0     | Guilsfield       |

## Semifinali
Il sorteggio è stato effettuato il 21 febbraio 2022.
| Squadra 1      | Risultato       | Squadra 2  |
| -------------- | --------------- | ---------- |
| 18 marzo 2022  |                 |            |
| Penybont       | 0 – 0 (5-3 dtr) | Bala Town  |
| 20 marzo 2022  |                 |            |
| The New Saints | 1 – 0           | Colwyn Bay |

## Finale
| Arbitro: | Robert Jenkins |

|                               |           |                                      |
| MacDonald 85’ Jefferies 90+1’ | Marcatori | 31’, 32’ Williams 59’ (rig.) McManus |